# Calycopis
Genre
Calycopis est un genre d'insectes lépidoptères de sous-famille des Theclinae (famille des Lycaenidae). Ces espèces se rencontrent en Amérique du Sud et dans le Sud de l'Amérique du Nord.
La taxinomie des insectes est en pleine évolution voire révolution, et les différentes classifications sont très disparates notamment concernant les sections situées entre les ordres et les genres.

## Liste des espèces
- Calycopis anastasia Field, 1967 - Bolivie
- Calycopis anfracta (Druce, 1907) -  Pérou
- Calycopis atnius (Herrich-Schäffer, [1853]) - partie amazonienne de l'Amérique du Sud
- Calycopis anthora (Hewitson, 1877) - Brésil
- Calycopis bactra (Hewitson, 1877) - Nicaragua
- Calycopis barza (Field, 1967) - Pérou
- Calycopis bellera (Hewitson, 1877) - Brésil, Surinam
- Calycopis blora (Field, 1967) - Guyane
- Calycopis boliviensis (Johnson, 1991) - Bolivie
- Calycopis buphonia (Hewitson, 1868) - Brésil, Colombie
- Calycopis calor (Druce, 1907) - Brésil, Argentine
- Calycopis calus (Godart, [1824]) - Colombie, Guyane
- Calycopis caesaries (Druce, 1907) - Colombie, Guyane
- Calycopis caulonia (Hewitson, 1877) - Sud de l'Amérique du Sud
- Calycopis cecrops (Edwards, 1862) - Est des États-Unis
- Calycopis centoripa (Hewitson, 1868) - Brésil, Pérou
- Calycopis cerata (Hewitson, 1877) - Argentine, Brésil, Colombie, Guyane, Panama
- Calycopis cicero Robbins & Duarte, 2005 - Équateur
- Calycopis cinniana (Hewitson, 1877) - Brésil, Surinam
- Calycopis cissusa (Hewitson, 1877) - Brésil
- Calycopis clarina (Hewitson, 1874) - Mexique, Panama
- Calycopis cos (Druce, 1907) - Guyane
- Calycopis cyanus (Draudt, 1920) - Bolivie
- Calycopis demonassa (Hewitson, 1868) - Brésil, Mexique, Trinité-et-Tobago
- Calycopis drusilla Field, 1967 - Costa Rica
- Calycopis fractunda Field, 1967 - Pérou
- Calycopis gentilla (Schaus, 1902) - Sud-Est du Brésil
- Calycopis gizela (Hewitson, 1877) - Bolivie
- Calycopis hosmeri (Weeks, 1906) - Venezuela
- Calycopis indigo (Druce, 1907) - Brésil
- Calycopis isobeon (Butler & Druce, 1872) - Belize, Costa Rica, Sud des États-Unis (Texas, Mississippi), Mexique
- Calycopis janeirica (C Felder, 1862) - Brésil
- Calycopis johnsoni (Salazar, 2000) - Colombie
- Calycopis lerbela Field, 1967 - Brésil, Guyane
- Calycopis malta (Schaus, 1902) - Brésil, Pérou
- Calycopis matho (Godman & Salvin, [1887]) - Amérique du Sud
- Calycopis meleager (Druce, 1907) - Surinam
- Calycopis mimas (Godman & Salvin, [1887]) - Brésil, Colombie, Panama
- Calycopis mirna Robbins & Duarte, 2002 - Argentine, Sud du Brésil
- Calycopis naka (Field, 1967) - Pérou
- Calycopis nicolayi Field, 1967 - Brésil
- Calycopis orcilla (Hewitson, 1874) - Bolivie, Colombie, Équateur
- Calycopis orcillula (Strand, 1916) - Costa Rica
- Calycopis origo (Godman & Salvin, [1887]) - Brésil, Guyane
- Calycopis partunda (Hewitson, 1877) - Brésil
- Calycopis petaurister (Druce, 1907) - Guyane
- Calycopis pisis (Godman & Salvin, [1887]) - Costa Rica, Équateur, Panama
- Calycopis plumans (Druce, 1907) - Brésil
- Calycopis puppius (Godman & Salvin, [1887]) - Brésil, Guyane
- Calycopis spadectis (Johnson & Kroenlein, 1993) - Équateur
- Calycopis suda (Draudt, 1920) - Bolivie
- Calycopis sullivani Robbins & Duarte, 2005 - Colombie, Guyane
- Calycopis talama (Schaus, 1902) - Sud du Brésil
- Calycopis tamos (Godman & Salvin, [1887]) - Costa Rica, Panama
- Calycopis thama (Hewitson, 1877) - Colombie
- Calycopis tifla (Field, 1967) - Pérou
- Calycopis torqueor (Druce, 1907) - Guyane
- Calycopis trebula (Hewitson, 1868) - Argentine, Brésil, Colombie, Mexique
- Calycopis vesulus (Stoll, 1781) - Brésil, Surinam
- Calycopis vibulena (Hewitson, 1877) - Brésil
- Calycopis vidulus (Druce, 1907) - Équateur
- Calycopis vitruvia (Hewitson, 1877) - Brésil, Pérou
- Calycopis wolfii (Johnson, 1993) - Brésil
- Calycopis xeneta (Hewitson, 1877) - Colombie, Guyane, Nicaragua

## Systématique
Le nom valide complet (avec auteur) de ce taxon est Calycopis Scudder, 1876.